# Берлін Валерій Давидович
Валерій Давидович Берлін (28 серпня 1938, Миколаїв — 15 травня 2020, Харків) — культуролог, журналіст, історик, краєзнавець. 
Народився 28 серпня 1938 року у Миколаєві. Закінчив історико-філологічний факультет педагогічного інституту в Комсомольску-на-Амурі. З 1962 р.живе в м. Харкові. Працював перекладачем, коректором, лектором товариства «Знання», Товариства охорони пам'яток історії та культури, науковим співробітником меморіального музею І. Ю. Рєпіна в Чугуєві, є членом Спілки журналістів України та дипломантом конкурсу журналістів «Часопис-2002». Вивчає маловідомі факти з історії культурного життя Слобожанщини, досліджує зв'язки з Харківщиною відомих діячів культури: І. Ю. Рєпіна, С. В. Рахманінова, Ф. І. Шаляпіна, І. Й. Дунаєвського, К. І. Шульженко, З. Є. Серебрякової та інших. Автор семи книг та багатьох наукових, науково-популярних публікацій.

## Творчий доробок
- Берлин В.Д. Мне б только растревожить старину... — Харьков : Ранок, 2004. — 206 с.
- Берлин В.Д. Приглашение к тайне. — Харьков : ОКО, 1995. — 125 с.
- Берлин В.Д. Не весь Харьков. — Харьков : СИМ, 2014. — 112 с.
- Берлин В.Д. В поисках чугуевского художественного наследия. — Харьков : Тарбут Лаам, 2007. — 57 с.
- Берлин В.Д. О прежних днях задумавшись слегка. — Харьков, 2010. — 173 с.
- Берлин В.Д. Бессмертный человек с разными жизнями: Федор Иванович Шаляпин и харьковчане.- Харьков, 2001 - 127с.